# 花蓮澤蘭
花蓮澤蘭（学名：Eupatorium hualienense）为菊科澤蘭屬下的一个种。

## 扩展阅读
- 維基物種上的相關：花蓮澤蘭